# УАЗ-3153
УАЗ-3153 «Гусар» — полноприводный грузопассажирский автомобиль повышенной проходимости с пятидверным девятиместным цельнометаллическим кузовом и увеличенной колёсной базой, длиннобазная версия УАЗ-31514. На автомобиль устанавливали более мощный 2,89-литровый мотор мощностью в 84 лошадиных силы УМЗ-4218.
Выпускался с 1996 до 2010 года мелкосерийным производством. УАЗ-3153 может применяться для буксировки прицепа, так как имеет тягово-сцепное устройство шарового типа. Допустимая полная масса буксируемого прицепа с тормозами 1500 кг, без тормозов 750 кг.
Подвеска или полностью пружинная, или же спереди пружинная, сзади на малолистовых рессорах. По сравнению с базовой версией была улучшена отделка салона. Во внешнем оформлении активно использовали пластик, зачастую в ущерб прочности. В стандартную комплектацию входил гидроусилитель руля, как и ремни безопасности с момента начала сборки.

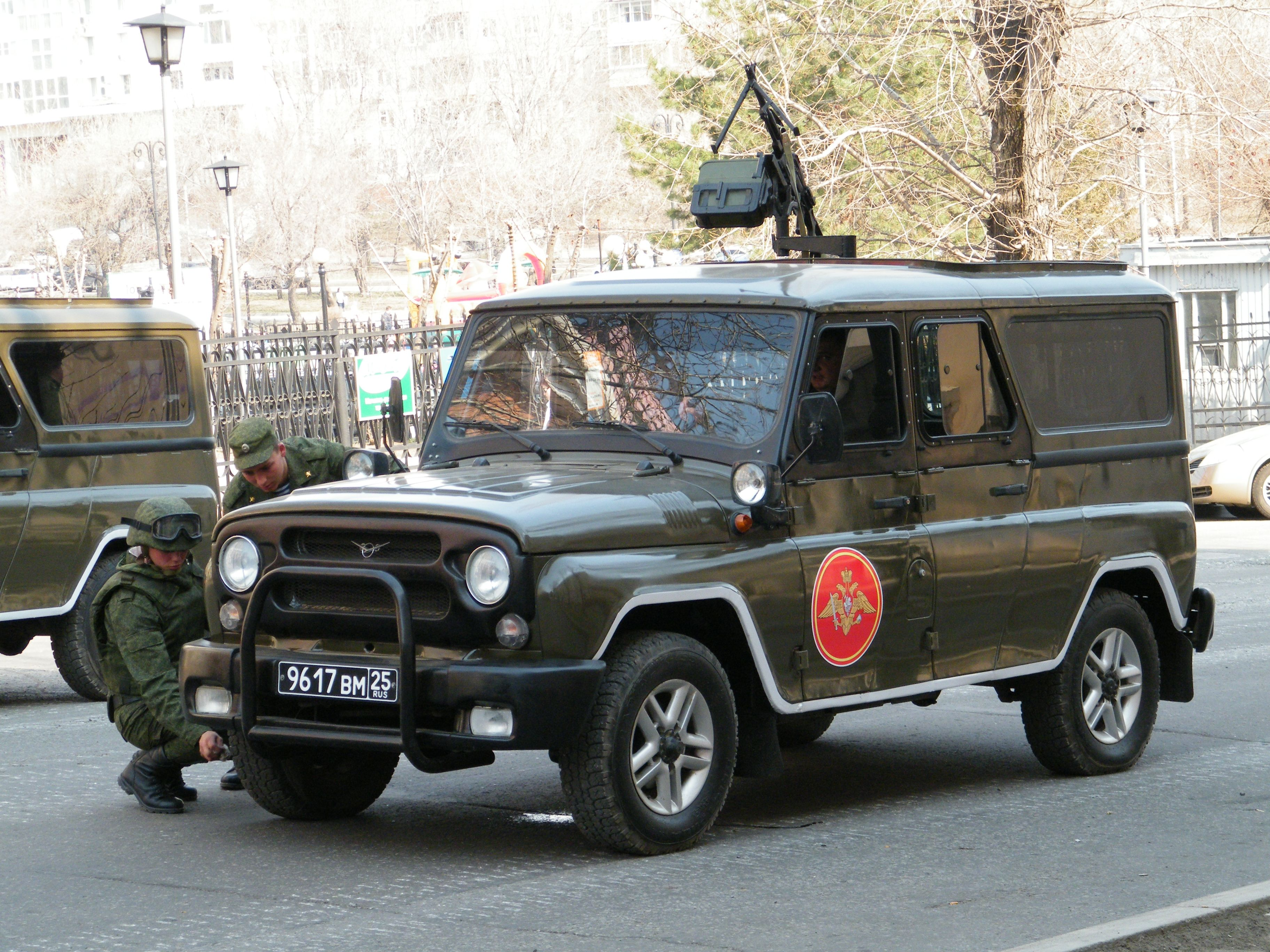
На параде 9 мая 2013 г, Восточный военный округ

## УАЗ-3159 «Барс»
На базе УАЗ-3153 создан УАЗ-3159 «Барс», выпускаемый Ульяновским автомобильным заводом с декабря 1999 по 2010 гг.
«Барс» является удлинённой модификацией УАЗ-3151 с двигателем ЗМЗ-409.